# Tri-Nations de rugby à XIII 1999
Navigation
Édition suivante
L'édition 1999 du Tri-Nations de rugby à XIII s'est déroulée en Australie et en Nouvelle-Zélande. 
La compétition a été gagnée par l'Australie, qui en finale a battu la Nouvelle-Zélande. Ce tournoi a été marqué par la faiblesse de l'équipe de Grande-Bretagne, qui avant la compétition, s'est inclinée contre une équipe de Queensland Cup, les Burleigh Bears. Cela aura pour conséquence, des affluences médiocres, notamment à Brisbane, pour le match entre les Kangaroos et les Lions. De peur, d'une affluence similaire pour la finale à Sydney, les organisateurs préfèrent la délocaliser à Auckland.

## Résultats
- 15 octobre :  Nouvelle-Zélande 24-22  Australie (Auckland, 23 131 spectateurs)
- 22 octobre :  Australie 42-6  Grande-Bretagne (Brisbane, 12 511 spectateurs)
- 29 octobre :  Nouvelle-Zélande 26-4  Grande-Bretagne (Auckland, 11 161 spectateurs)

## Classement
| Clas. | Équipes          | MJ | V | N | D | PP | PC | DP  | Pts |
| 1er   | Nouvelle-Zélande | 2  | 2 | 0 | 0 | 50 | 26 | +24 | 4   |
| 2e    | Australie        | 2  | 1 | 0 | 1 | 64 | 30 | +34 | 2   |
| 3e    | Grande-Bretagne  | 2  | 0 | 0 | 2 | 10 | 68 | -58 | 0   |

### Finale
(mt :  - )
Homme du match : 
Points marqués :
- Australie : 4 essais de Rogers (2), Johns et Sailor ; 3 buts de Rogers (3).
- Nouvelle-Zélande : 2 essais de R. Paul et Vagana ; 3 buts d'H. Paul (3).

Évolution du score : 
Arbitre :  Russell Smith
Spectateurs : 21 204
Composition des équipes :
- Australie : Darren Lockyer - Mat Rogers, Matthew Gidley, Darren Smith, Wendell Sailor - Matthew Johns, Brett Kimmorley - Jason Stevens, Craig Gower, Darren Britt, Bryan Fletcher, Nik Kosef, Brad Fittler (c) - Jason Smith, Ryan Girdler, Michael Vella, Shaun Timmins - Entraîneur : Chris Anderson
- Nouvelle-Zélande : Richie Barnett (c) - Nigel Vagana, Ruben Wiki, Willie Talau, Lesley Vainikolo - Henry Paul, Robbie Paul - Joe Vagana, Richard Swain, Craig Smith, Matt Rua, Stephen Kearney, Logan Swann - Gene Ngamu, Jason Lowrie, Nathan Cayless, David Kidwell - Entraîneur : Frank Endacott